# جون ليفلي
جون ليفلي هو سياسي أمريكي، ولد في 30 نوفمبر 1946 في لا غراندي في الولايات المتحدة. نشط حزبياً في الحزب الديمقراطي. وقد انتخب عضو مجلس نواب أوريغون ‏.

## وصلات خارجية
- الموقع الرسمي